# Carex multicostata
Espèce
Classification phylogénétique
Carex multicostata est une espèce de plantes du genre Carex et de la famille des Cyperaceae.